# El Salvador nos Jogos Olímpicos de Verão de 2004
El Salvador competiu nos Jogos Olímpicos de Verão de 2004, em Atenas, na Grécia.